# Президент Південного Судану
Президент Південного Судану — глава держави і уряду Південний Судан.
Відповідно до Перехідної Конституції Республіки Південний Судан главою держави і уряду, Головнокомандувачем Народно-визвольної армії Судану і Верховним Головнокомандувачем будь-яких інших регулярних військ є Президент. Він обирається на 4 роки загальним таємним голосуванням. Може бути усунутий з посади в разі відставки, нездатності виконувати обов'язки Президента і відмови від посади (імпічмента). У тому випадку, якщо президентське місце звільняється до виборів, протягом двотижневого терміну його займає Віце-президент.
Президент зобов'язаний:
- Охороняти безпеку Південного Судану і захищати його територіальну цілісність;
- Контролювати діяльність конституційних і виконавчих установ і забезпечувати гідне лідерство в державних справах;
- Призначати конституційних і судових посадових осіб;
- Головувати на засіданні Кабінету Міністрів;
- Оголошувати і припиняти надзвичайний стан;
- Ініціювати конституційні поправки в законодавчі акти, а також схвалювати і підписувати законопроєкти, прийняті  Парламентом;
- Скликати, збирати, переносити і продовжувати засідання Парламенту;
- Підтверджувати смертний вирок, дарувати помилування і знімати судимість і штрафи;
- Призначати радників Президента;
- Призначати тимчасові комісії і комітети;
- Встановлювати незалежні установи та комісії;
- Присвоювати нагороди;
- Представляти на найвищому рівні Уряд і народ Південного Судану;
- Оголошувати війну;
- Представляти державу в міжнародних відносинах, призначати послів і приймати іноземних послів;
- Направляти і контролювати зовнішню політику і ратифікувати договори і міжнародні угоди за погодженням з Парламентом;
- Запитувати думку  Верховного Суду з будь-яких конституційних питань;
- Відстороняти від посади губернатора штату і розпускати законодавчі збори штату в разі виникнення кризи в країні, яка загрожує національній безпеці і територіальній цілісності;
- Призначати виконуючого обов'язки губернатора, який протягом шістдесяти днів повинен підготувати вибори в штаті, в якому був зміщений з посади губернатор або було розпущено законодавчі збори штату відповідно до положень цієї Конституції, відповідної конституції штату та закону;
- Виконувати будь-які інші функції, які можуть бути передбачені законом.

## Президенти Південного Судану
| Президент   | Фото | Роки життя | Початок правління | Кінець правління | Примітки                                         |
| ----------- | ---- | ---------- | ----------------- | ---------------- | ------------------------------------------------ |
| Джон Гаранг |      | 1945-2005  | 9 липня 2005      | 30 липня 2005    | Голова адміністрації автономії Південного Судану |
| Салва Киїр  |      | 1951-      | 11 серпня 2005    | 9 липня 2011     | Виконувач обов'язків президента                  |
| Салва Киїр  |      | 1951-      | 9 липня 2011      |                  | Перший президент незалежного Південного Судану   |